# Miss USA 2015
Miss USA 2015 fue la 64.ª edición del certamen Miss USA, cuya final se llevó a cabo el 12 de julio de 2015 en el Baton Rouge River Center de Baton Rouge, Luisiana; siendo el segundo año consecutivo que tal ciudad y recinto sirven como sede. Candidatas provenientes de los 50 estados del país y el Distrito de Columbia compitieron por el título. Al final del evento Nia Sanchez, Miss USA 2014 de Nevada coronó  a Olivia Jordan de Oklahoma como su sucesora.
La noche final del concurso fue transmitida por primera vez por «Reelz» y WBTR-TV; así como también vía YouTube para todo el mundo, esto después de que NBC rompiera relaciones comerciales con Trump. Estuvo conducido por Todd Newton y Alex Wehrley; además de los comentarios tras bambalinas de la Julie Alexandria. Los artistas que amenizaron la velada fueron los cantantes Stefano Langone, Travis Garland, Felicia Barton, Antoinette Scruggs y Adley Stump.
La ganadora, Olivia Jordan, representó a los Estados Unidos en el Miss Universo 2015 en donde se adjudicó como segunda finalista del certamen.

## Resultados
| Posiciones        | Delegada |
| ----------------- | --- |

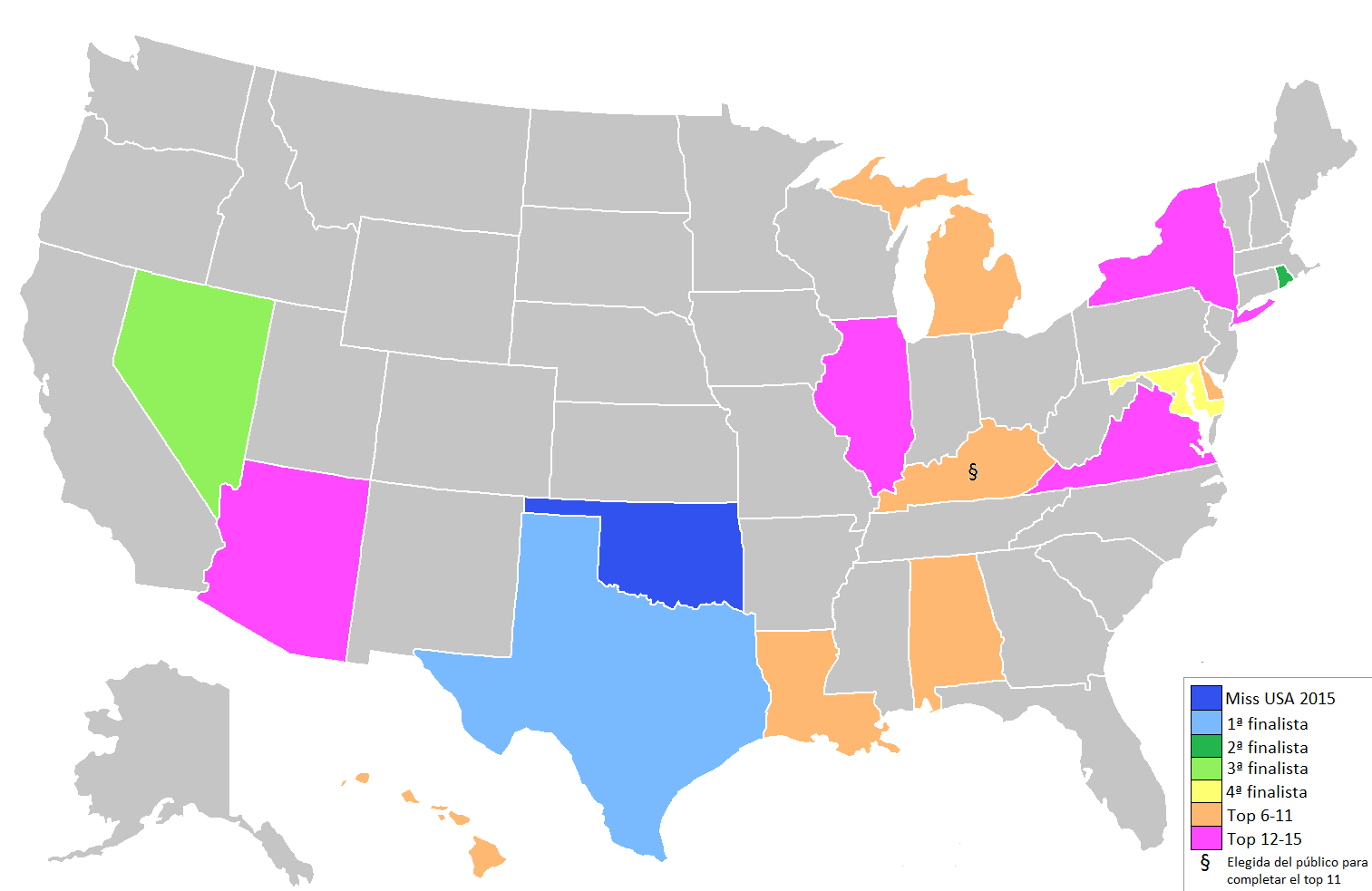
Resultados finales del concurso Miss USA 2015.

| Miss USA 2015     | - Oklahoma — Olivia Jordan |
| Primera finalista | - Texas — Ylianna Guerra |
| Segunda finalista | - Rhode Island — Anea García |
| Tercera finalista | - Nevada — Brittany McGowan |
| Cuarta finalista  | - Maryland — Mamé Adjei |
| Semifinalistas    | - Alabama — Madison Guthrie - Delaware — Renee Bull - Hawái — Emma Wo - Kentucky — Katie George § - Luisiana — Candice Bennatt - Michigan — Rashontae Wawrzyniak |
| Cuartofinalistas  | - Arizona — Maureen Montagne - Illinois — Renee Wronecki - Nueva York — Thatiana Díaz - Virginia — Laura Puleo                                                   |

- § Votada por el público de todo el Mundo vía internet para completar el cuadro de 11 semifinalistas.

### Orden de clasificación
| Top 15       | Top 11       | Top 5        |
| ------------ | ------------ | ------------ |
| Texas        | Nevada       | Oklahoma     |
| Maryland     | Hawái        | Texas        |
| Arizona      | Rhode Island | Rhode Island |
| Michigan     | Maryland     | Maryland     |
| Virginia     | Alabama      | Nevada       |
| Rhode Island | Louisiana    |              |
| Kentucky     | Michigan     |              |
| Hawái        | Oklahoma     |              |
| Nueva York   | Delaware     |              |
| Illinois     | Texas        |              |
| Nevada       | Kentucky §   |              |
| Oklahoma     |              |              |
| Delaware     |              |              |
| Louisiana    |              |              |
| Alabama      |              |              |

- § Votada por el público de todo el Mundo vía internet para completar el cuadro de las 11 semifinalistas.

## Historia

### Sede

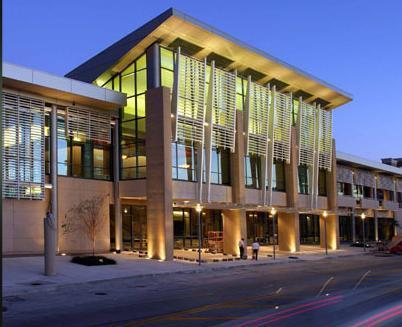
Baton Rouge River Center, recinto sede.

Luego de la 63.ª edición algunos medios comenzaron a especular y a difundir información sobre el siguiente concurso. El jueves 19 de marzo, la Oficina del Kip Holden presentó una solicitud al Consejo Metropolitano para aprobar una asignación de 230.000 dólares para proporcionar la financiación de los gastos asociados a la sede de la competencia de belleza nuevamente. Finalmente, el 14 de abril la Organización Miss Universo presidida por Paula Shugart confirmó que Baton Rouge acogería el evento por segundo año consecutivo.

### Controversia por declaraciones de Trump
Donald Trump, dueño del 50% de la Organización Miss Universo, catalogó públicamente a los inmigrantes mexicanos como «corruptos, delincuentes y violadores» en su cuenta de Twitter, por lo que causó el enojo de la comunidad latina de los Estados Unidos, siendo el canal Univisión que tenía contrato con este, quien cancelará el contrato de transmisión televisiva del certamen Miss USA en español; así como también el Miss Universo 2015 y todo lo que tenga que ver con la franquicia de Trump.
Posteriormente, Trump anunció que demandaría la cadena Univisión por incumplimiento de contrato, declarando: «Tengo un contrato firmado de cinco años y ellos Univision me tienen que pagar casi 15 millones de dólares». El viernes 26 de julio, el magnate prohibió a los empleados de Univisión disfrutar de un complejo turístico y campo de golf de su propiedad localizado en Miami, Florida. Posteriormente, Trump anunció que demandaría la cadena por 500 millones de dólares.
El 29 de junio, la cadena NBC dio por terminada su relación comercial con Trump, esto tras las declaraciones que el empresario hizo en contra de los inmigrantes mexicanos. NBC anunció que no trasmitirá los certámenes anuales de Miss USA ni Miss Universo, por lo que ambos certámenes no cuentan con un transmisor oficial definido. El mismo día; Grupo Televisa anunció que la representante de Nuestra Belleza México, Wendolly Esparza, no participará en la próxima edición de Miss Universo, según un comunicado corporativo que fue enviado a los medios de comunicación. Esta es la primera vez en 48 años de participaciones consecutivas que México se ausenta en el Miss Universo.
Por otro lado, Farouk Systems, Inc. anunció formalmente su retirada de su patrocinio de la Miss USA, Miss Universo y Miss Teen USA y que no renovará su patrocinio de los eventos. En un comunicado, la empresa añadió que: «Nuestra empresa es multicultural, con las personas de ascendencia latinoamericana que conforman un gran porcentaje de nuestros empleados y clientes leales. Como una empresa orgullosamente fundada en el concepto de venir a los Estados Unidos en busca del sueño americano, los comentarios del Sr. Trump no y nunca reflejan la filosofía o las prácticas de nuestra compañía». Es importante destacar que Farouk Systems es el fabricante de productos como CHI, los cuales patrocinaban los concursos del magnate Donald Trump.
El 30 de junio, Cheryl Burke y Thomas Roberts renuncian como conductores del certamen, esto en vista también, a las declaraciones del empresario Donald Trump que generaron gran malestar a la comunidad mexicana, y latinoamericana en general; es por ello que el concurso no posee conductores definidos al momento.
El 1 de julio, el rapero Flo Rida renuncia a su actuación en la final del concurso, por no considerar adecuadas las declaraciones de Trump. Ese mismo día, la empresa Macy's rompió su relación de negocios con Donald Trump en medio de la ola de rechazo por las declaraciones del precandidato republicano sobre los inmigrantes mexicanos. Macy's dijo en un comunicado que está «decepcionada y apenada» por las declaraciones de Trump, por lo que pondrá fin a su relación comercial con él. Desde 2004, Macy's ha puesto a la venta productos de la línea de ropa masculina de Trump, incluyendo camisas de 70 dólares y corbatas de 65.
El 6 de julio la fashionista y conductora Jeannie Mai quien conduciría los tras bambalinas del certamen renuncia a seguir con Donald Trump al considerar ofensivos las declaraciones que el magnate dijo acerca de la actual Miss Universo, Paulina Vega, al tildarla de «hipócrita». Mai se retira a solo seis días de la final del certamen.
Zuleyka Rivera, Miss Universo 2006 de Puerto Rico, iría a formar parte del jurado para Miss USA 2015, pero por la controvertida opinión de Donald Trump, anunció su declinación de ser parte del jurado en un comunicado mediante su página oficial de Facebook.
Por su parte, el cantante colombiano J Balvin también canceló su participación en el certamen. El cantautor pidió a la organización Miss Universo que su nombre fuera retirado de los anuncios de artistas participantes en la transmisión de Miss USA, señaló el vocero de Balvin en un comunicado por escrito.

## Áreas de competencia

### Final
La noche final fue transmitida en vivo por Reelz, desde Baton Rouge River Center, en Baton Rouge, Estados Unidos, el 12 de julio de 2015. Estuvo conducida por Todd Newton y Alex Wehrley.
El grupo de 15 cuartofinalistas se dio a conocer durante la competencia final. Este grupo estará conformado de la siguiente manera:
- El jurado preliminar eligió a las concursantes que más destacaron en las tres áreas de competencia durante la etapa preliminar, otorgando nueve lugares para la noche final.
- La organización Miss USA otorgó otros seis lugares para aquellas candidatas que, a consideración de la organización y el personal de Miss Universo, fueron una buena opción para coronarse como ganadora, basándose en su desempeño durante las actividades del concurso y apreciación personal de los miembros de la organización.

Estas 15 cuartofinalistas fueron evaluadas por un Jurado final:
- Las 15 cuartofinalistas desfilaron en una nueva ronda en traje de baño, donde salieron de la competencia cinco de ellas.
- Las diez que continuaron (semifinalistas) más la elegida por el público para completar once, desfilaron en traje de noche (elegidos al gusto de cada concursante), donde otras cinco más fueron eliminadas del concurso.
- Las cinco restantes (finalistas) se sometieron a una pregunta por parte del jurado, quien determinó las posiciones finales y a la ganadora, Miss USA 2015.

#### Jurado final
Estos son miembros del jurado que evaluaron a las cuarto, semi y finalistas que eligieron a Miss USA 2015:
- Leila Lopes, modelo angoleña, Miss Universo 2011.
- Nana Meriwether, modelo y reina de belleza estadounidense-sudafricana, Miss USA 2012.
- Rima Fakih, modelo y reina de belleza estadounidense-libanés, Miss USA 2010.
- Crystle Stewart, modelo y actriz, Miss USA 2008.
- Danielle Doty, modelo, Miss Teen USA 2011.
- Tara Conner, actriz y modelo, Miss USA 2006.
- Kimberly Pressler, empresaria, Miss USA 1999.
- Brook Lee, modelo, actriz y conductora, Miss Universo 1997.
- Michelle McLean, modelo namibia, Miss Universo 1992.

### Competencia preliminar
El día 8 de julio, todas las concursantes desfilaron en traje de noche y en traje de baño (elegidos al gusto de cada concursante) durante la competencia preliminar, llamado por la organización Espectáculo de Presentación. Ellas también fueron entrevistadas en privado por un jurado preliminar. 

#### Jurado preliminar
Estos son los miembros del jurado preliminar, que eligieron a diez de 15 cuartofinalistas, durante el Show de presentación (Competencia preliminar), luego de ver a las candidatas en privado durante entrevistas y pasarela en traje de baño y gala:
- Alison Taub, gerente de entretenimiento.
- Fred Nelson, productor ejecutivo.
- BJ Coleman, publicista y periodista.
- Maureen Storto.
- Lori Lung
- Darius Baptist
- Jennifer Palpallatoc.

### Premios especiales oficiales
La Organización Miss USA otorgó tres premios especiales durante las actividades del Miss USA 2015:

#### Miss Simpatía USA 2015
La concursante ganadora al reconocimiento como Miss Simpatía (Miss Congeniality), fue elegida por las mismas concursantes, quienes votaron en secreto por aquella de sus compañeras que reflejaron mejor el sentido de sana competencia, fraternidad, y amistad entre las naciones. Este año, por primera vez se presentó un empate.
- Ganadoras:  Alaska— Kimberly Dawn Agron y   Delaware— Renee Bull

#### Miss Fotogénica USA 2015
Miss Fotogénica fue elegida por el panel de jueces preliminar, eligiendo a la concursante cuyas fotos fueron las mejores.
- Ganadora:  Indiana— Gretchen Reece

## Relevancia histórica de Miss USA 2015

### Corona de Miss USA
La empresa checa Diamonds International Corporation, experta en diamantes, diseñó una nueva corona que fue estrenada en esta edición; similar a la corona actual de Miss Universo.

### Resultados
- Oklahoma gana por primera vez el título de Miss USA, convirtiéndose en el estado n.º 34 en ganar el título de Miss USA.
- Texas obtiene el puesto de Primera finalista por sexta vez. La última vez fue en 1983.
- Rhode Island obtiene el puesto de Segunda Finalista por segunda vez. La última vez fue en 1973.
- Nevada obtiene el puesto de Tercera Finalista por tercera vez. La última vez fue en 2012.
- Maryland obtiene el puesto de Cuarta Finalista por segunda vez. La última vez fue en 1973.
- Alabama , Arizona, Luisiana, Maryland, Nevada, Oklahoma  y Virginia repiten clasificación a los cuartos de final.
- Alabama clasifica por sexto año consecutivo.
- Maryland clasifica por un décimo año consecutivo.
- Luisiana y Nevada clasifican por cuarto año consecutivo.
- Arizona, Oklahoma y Virginia clasifican por segundo año consecutivo.
- Delaware clasifica por primera vez a una segunda ronda; con esto, todos los estados han tenido al menos un pase a semifinales. También se convirtió en el último estado en colocarse en las semifinales.
- Illinois y Texas clasificaron por última vez en 2013.
- Michigan y Rhode Island clasificaron por última vez en 2012.
- Hawái y Nueva York clasificaron por última vez en 2011.
- Kentucky clasificó por última vez en 2009.
- California rompe una racha de clasificaciones que mantenía desde 2013.
- Carolina del Sur rompe una racha de clasificaciones que mantenía desde 2011.
- Alaska gana por segunda vez Miss Simpatía, Delaware por primera ocasión.
- Indiana gana por primera vez Miss Fotogénica.
- Regresa el sistema de 15 cuartofinalistas, que se usó por última vez en 2013.

### Otros datos significativos
- Es la primera ocasión en la que el certamen se transmite por el canal Reelz, y por YouTube.
- Por primera vez, son dos las ganadoras del premio «Miss Simpatía».

## Candidatas
51 candidatas compitieron en Miss USA 2015:
(En la tabla se utiliza su nombre completo, los sobrenombres van entrecomillados y los apellidos utilizados como nombre artístico, entre paréntesis; fuera de ella se utilizan sus nombres «artísticos» o simplificados)
| Estado/Territorio    | Candidata                      | Edad | Estatura | Residencia       |
| -------------------- | ------------------------------ | ---- | -------- | ---------------- |
| Alabama              | Madison Kelli Guthrie          | 20   | 5'9      | Hoover           |
| Alaska               | Kimberly Dawn Agron            | 20   | 5'4      | Anchorage        |
| Arizona              | Maureen Ann Hiwatig Montagne   | 21   | 5'7      | Chandler         |
| Arkansas             | Leah Michele Blefko            | 21   | 5'10     | Fayetteville     |
| California           | Natasha Alexis Martínez        | 23   | 5'5      | Chino Hills      |
| Carolina del Norte   | Julia Dalton Boger             | 24   | 5'5      | Wilmington       |
| Carolina del Sur     | Sarah Ellen Weishuhn           | 23   | 5'9      | Goose Creek      |
| Colorado             | Talyah Tanzania Polee          | 26   | 5'8      | Denver           |
| Connecticut          | Ashley Monika Golebiewski      | 21   | 5'9      | Berlín           |
| Dakota del Norte     | Molly Barbara Ketterling       | 20   | 5'9      | Elgin            |
| Dakota del Sur       | Lexy Kristine Schenk           | 21   | 5'6      | Irene            |
| Delaware             | Renee Charmaine Bull           | 21   | 5'9      | Middletown       |
| Distrito de Columbia | Elizabeth "Lizzy" Lynn Olsen   | 26   | 5'9      | Washington D. C. |
| Florida              | Ashleigh Jordan Lollie         | 24   | 5'6      | Grand Ridge      |
| Georgia              | Brooke Nicole Fletcher         | 23   | 5'4      | Fayetteville     |
| Hawái                | Emily "Emma" Colleen Wo        | 25   | 5'8      | Honolulu         |
| Idaho                | Claira Belle Hollingsworth     | 22   | 5'6      | Preston          |
| Illinois             | Renee Elizabeth Wronecki       | 22   | 5'10     | Burbank          |
| Indiana              | Gretchen Sue-Ann Reece         | 23   | 5'8      | North Vernon     |
| Iowa                 | Taylor Lynn Even               | 22   | 5'8      | Jesup            |
| Kansas               | Alexis Selena Railsback        | 19   | 5'2      | Shawnee          |
| Kentucky             | Katie Scarlet George           | 21   | 5'10     | Louisville       |
| Luisiana             | Candice Marie Bennatt          | 26   | 5'6      | New Orleans      |
| Maine                | Heather Marie Elwell           | 26   | 5'10     | West Bath        |
| Maryland             | Mamé Kyira Adjei               | 23   | 5'9      | Silver Spring    |
| Massachusetts        | Polikseni Manxhari             | 24   | 5'7      | Boston           |
| Michigan             | Rashontae Anna Wawrzyniak      | 25   | 5'7      | Detroit          |
| Minesota             | Jessica Lynn Scheu             | 23   | 5'8      | Prior Lake       |
| Misisipi             | Courtney Elizabeth Byrd        | 23   | 5'7      | Oxford           |
| Misuri               | Rebecca Marie Dunn             | 24   | 5'8      | Columbia         |
| Montana              | Tahnee Lannae Peppenger        | 27   | 5'8      | Great Falls      |
| Nebraska             | Hoang-Kim Cung                 | 24   | 5'4      | Grand Island     |
| Nevada               | Brittany McGowan               | 25   | 5'8      | Las Vegas        |
| Nueva Jersey         | Vanessa Oriolo                 | 21   | 5'7      | Colts Neck       |
| Nueva York           | Thatiana Katherine Díaz Burgos | 22   | 5'8      | Bayside          |
| Nuevo Hampshire      | Samantha Sue Poirier           | 24   | 5'9      | Dover            |
| Nuevo México         | Alexis Victoria Duprey         | 24   | 5'8      | Alamogordo       |
| Ohio                 | Sarah Beth Newkirk             | 25   | 5'9      | Columbus         |
| Oklahoma             | Olivia Jordan Thomas           | 26   | 5'11     | Tulsa            |
| Oregón               | Bridget Taylor Wilmes          | 22   | 5'10     | Canby            |
| Pensilvania          | Elizabeth Lee Cardillo         | 24   | 5'8      | Pittsburgh       |
| Rhode Island         | Anea Wauneegunn García         | 19   | 5'11     | Cranston         |
| Tennessee            | Kiara Monet Young              | 25   | 5'9      | Nashville        |
| Texas                | Ylianna Lucia Guerra           | 22   | 5'8      | McAllen          |
| Utah                 | Nicol Elizabeth Powell         | 21   | 5'10     | Salt Lake City   |
| Vermont              | Jacqueline Nicole Croft        | 24   | 5'8      | Burlington       |
| Virginia             | Laura Jordan Puleo             | 25   | 5'8      | Lexington        |
| Virginia Occidental  | Andrea Mucino                  | 24   | 5'9      | Morgantown       |
| Washington           | McKenzi Rieves Novell          | 24   | 5'7      | Spokane          |
| Wisconsin            | Haley Denise Laundrie          | 21   | 5'8      | Lake Mills       |
| Wyoming              | Caroline Grace Scott           | 22   | 5'7      | Cheyenne         |

## Datos acerca de las delegadas
- Algunas de las delegadas del Miss USA 2015 han participado, o participarán, en otros certámenes de importancia nacionales e internacionales:
  - Julia Dalton (Carolina del Norte) y Emma Wo (Hawái) compitieron en Miss Teen USA 2008. Julia, fue segunda finalista.
  - Brooke Fletcher (Georgia) se posicionó como primera finalista en Miss Teen USA 2009.
  - Alexis Duprey (Nuevo México) participó sin éxito en Miss Teen USA 2009 y en Miss América 2014.
  - Thatiana Diaz (Nueva York) fue semifinalista del Miss Teen USA 2010.
  - Caroline Scott (Wyoming) fue semifinalista del Miss Teen USA 2010.
  - Lexy Schenk (Dakota del sur) y  Claira Hollingsworth (Idaho) compitieron sin éxito en Miss Teen USA 2011.
  - Jackie Croft (Vermont) participó sin éxito en National Sweetheart 2012.
  - Anea García (Rhode Island) participó sin éxito en Miss Global Teen Dominican Republic 2012.
  - Kimberly Agron (Alaska) participó sin éxito en Miss Teen USA 2013.
  - Maureen Montagne (Arizona) fue primera finalista del Mutya ng Pilipinas 2013.
  - Olivia Jordan (Oklahoma) ganó el Miss World America 2013 y fue semifinalista de Miss Mundo 2013.
  - Candice Bennatt (Luisiana) participó sin éxito en Miss América 2013 representando Nuevo México .
  - Thatiana Diaz (Nueva York) fue semifinalista de Miss República Dominicana 2014 representando la Comunidad Dominicana en Estados Unidos.
  - Anea García (Rhode Island) ganó el Miss Grand Internacional 2015 en representación de la República Dominicana.
- Algunas de las delegadas nacieron o viven en otro estado o región al que representarán, o bien, tienen un origen étnico distinto:
  - Maureen Montagne (Arizona) es ascendencia filipina.
  - Natasha Martínez (California) es mitad nicaragüense.
  - Alexis Railsback (Kansas) y Ylianna Guerra (Texas) es mitad mexicana.
  - Candice Bennatt (Luisiana) nació en Texas, de padre italiano y madre puertorriqueña.
  - Mamé Adjei (Maryland) es ascendencia ghanesa.
  - Kiara Young (Tennessee) nació en Alabama.
  - Rashontae Wawrzyniak (Michigan) nació en Minesota.
  - Anea García (Rhode Island) y Thatiana Díaz (Nueva York) son mitad dominicana.

- Otros datos significativos de algunas delegadas: 
  - Julia Dalton (Carolina del Norte) es hermana de Kristen Dalton, Miss USA 2009.
  - Nicol Powell (Utah) es hermana de Marissa Powell (Miss Utah USA 2013), quien fue 3º finalista en Miss USA 2013.